# Universiade/Österreich
Dieser Artikel stellt die Erfolge Österreichs bei Universiaden von 2005 bis 2013 sowie den Medaillenspiegel von 1959 bis 2013 dar.
Das „Universiade-Team Austria“ wird vom im Bundesministerium für Wissenschaft, Forschung und Wirtschaft ansässigen „Unisport Austria“ nominiert und zu den Universiaden gesandt.
Winter-Universiade 2005 Innsbruck / Seefeld:
Bei Österreichs „Heim-Universiade“ wurden von österreichischen Studentenspitzenathleten insgesamt 21 Medaillen (10 Gold-, 9 Silber- und 2 Bronzemedaillen) errungen, damit führten sie die Medaillenwertung an. Erfolgreichste Athleten waren mit jeweils drei Medaillen der Ski-Alpin-Rennläufer Dominik Schweiger (2 × Gold und 1 × Silber) und der Skispringer Manuel Fettner (2 × Gold und 1 × Bronze).
Sommer-Universiade 2005 Izmir:
In Izmir konnte eine Goldmedaille im Degenfechten von Christoph Marik errungen werden. Markus Rogan erreichte in der Disziplin Freestyle über 200 Meter nur eine Bronzemedaille. In der Medaillenwertung schaffte es Österreich hier nur auf den 35. Platz.
Winter-Universiade 2007 Turin:
Vier Goldmedaillen wurden von österreichischen studentischen Spitzensportlern errungen, wobei zwei Goldmedaillen von Anna Rokita im Eisschnelllauf über 3000 und 5000 Meter mit hervorragenden sportlichen Leistungen gewonnen wurden. Sie stellte über die 5000 Meter einen neuen österreichischen Rekord mit einer Zeit von 7:14,72 min auf. Eine weitere Goldmedaille errang das österreichische Team Skispringen mit Florian Liegl, Bastian Kaltenböck und Manuel Fettner. Die vierte Goldmedaille schließlich gewann Daniela Iraschko beim Skispringen der Damen. In der Gesamtmedaillenwertung liegt Österreich auf dem 7. Platz.
Sommer-Universiade 2007 Bangkok:
3 × Gold, 2 × Silber, 3 × Bronze – für Österreich ein (für Sommersportarten) Spitzenresultat. Markus Rogan erschwamm eine Goldmedaille im 200-m-Rücken- und eine Silberne im 100-m-Rückenwettbewerb. Gold gewann auch Fabienne Nadarajah im 50-m-Schmetterling sowie der Leichtathlet Gerhard Mayer im Herren Diskuswurf. Die Schützin Regina Time holte eine Silbermedaille. Jördis Steinegger schwamm sich auf den 3. Platz 400 m Freestyle, Mirna Jukic holte im 200-m-Brustbewerb auch eine Bronzemedaille. Die Judokerin Hilde Drexler schaffte es ebenfalls, eine Bronzene für Österreich zu holen. Von den österreichischen Schwimmern wurden bei dieser Universiade insgesamt 10 neue österreichische Schwimmrekorde aufgestellt. In der Gesamtmedaillenwertung schaffte es Österreich auf den guten 18. Platz.
Winter-Universiade 2009 Harbin:
Mit vier Gold-, drei Silber- und zwei Bronzemedaillen nahm das österreichische Team den sechsten Platz in der Nationenwertung ein.
Sommer-Universiade 2009 Belgrad:
Clemens Zeller konnte eine Silbermedaille (Leichtathletik, 400-m-Lauf) erringen.
Winter-Universiade 2011 Erzurum:
Bernhard Graf konnte im Ski-Alpin-Bewerb zwei Gold- (Super Kombination, Riesentorlauf) und eine Bronzemedaille (Parallel-Riesentorlauf) erringen und erreichte in der FIS-Kombinationswertung Platz 7 (nachdem er nicht beim Slalom angetreten war). Sebastian Kislinger holte eine Silbermedaille beim Snowboard-Parallel-Riesentorlauf. Mit diesen vier Medaillen kam Österreich auf Platz 13 der Gesamtmedaillenwertung.
Sommer-Universiade 2011 Shenzhen:
Die Schützin Lisa Ungerank errang Silber im Bewerb 10 m Luftgewehr. Jördis Steinegger holte Bronze im Schwimmen über 400 m Lagen.
Sommer-Universiade 2013 Kazan:
Das Ruderduo Bernhard Sieber und Paul Sieber holten im LM 2 × Gold. Kathrin Unterwurzacher holte Bronze im Judo der Damen bis 63 kg. Bronze sicherten sich auch die Leichtathleten Elisabeth Eberl im Speerwurf und Andreas Vojta über 800 Meter.
Winter-Universiade 2013 Trentino:
3 × Gold, 2 × Silber und 1 × Bronze für Österreich. Goldmedaillengewinner: Hanno Douschan im Snowboard Cross, Julia Dujmovits im Snowboard PGS, Sebastian Kislinger im Snowboard PGS. Silber holten: Sabine Schöffmann im Snowboard PGS und Michelle Morik im Riesenslalom. Bronze schaffte das Skisprung-Team auf der Normalschanze: Daniel Huber, Clemens Aigner und David Unterberger.
Medaillenspiegel 1959–2013
|                     | Gold | Silber | Bronze | Total |
| ------------------- | ---- | ------ | ------ | ----- |
| Winter-Universiaden | 38   | 44     | 45     | 127   |
| Sommer-Universiaden | 11   | 10     | 22     | 43    |
| Gesamt              | 49   | 54     | 67     | 170   |